# David Allen Zubik
Mons. David Allen Zubik (4. září 1949, Sewickley) je americký katolický duchovní a biskup.

## Životopis

### Mládí a kněžská služba
Narodil se 4. září 1949 v Sewickley. Poté se rodina přestěhovala do Ambridge. Zde nastoupil na Základní školu Svatého Stanislava a na Střední školu Svaté Veroniky. Poté vstoupil do semináře Sv. Pavla v Pittsburghu. V roce 1971 získal vysokoškolský titul na Univerzitě v Duquesne a pokračoval ve studiu v Semináři Panny Marie a na Univerzitě v Baltimore, kde získal titul z teologie.
Na kněze byl vysvěcen 3. května 1975 biskupem Vincentem Martinem Leonardem. Po vysvěcení působil jako farní vikář ve farnosti Nejsvětějšího Srdce v Shadyside, vice-prezident Střední Katolické školy Quigley, kaplan Sester Sv. Josefa a kaplan studentů Akademie Mount Gallitzin. Ve stejnou dobu, začal studovat pedagogiku na Univerzitě Duquesne a kde získal roku 1982 magisterský titul v oboru vzdělávací správa.
Roku 1987 vstoupil do služeb diecézní správy, kde byl jmenován administrativním sekretářem biskupa Anthony Bevilacqua. O rok později byl jmenován administrativním sekretářem a nejvyšším ceremoniářem biskupa Donalda Williama Wuerla, který se poté stal arcibiskupem a kardinálem arcidiecéze Washington.
Roku 1991 se otec Zubik stal diecézním ředitelem kléru, kde dohlížel na život a službu kněží diecéze. Poté působil v dalších službách diecéze.

### Biskupská služba
Dne 18. února 1997 byl papežem Janem Pavlem II. jmenován pomocným biskupem diecéze Pittsburgh a titulárním biskupem jamestownským. Biskupské svěcení přijal 6. dubna 1997 z rukou Donalda Williama Wuerla a spolusvětiteli byli Nicholas Carmen Dattilo a Thomas Joseph Tobin. Tuto funkci vykonával do 10. října 2003 kdy byl ustanoven biskupem diecéze Green Bay. Uveden do úřadu byl 12. prosince stejného roku.
Po necelých sedmi letech 18. července 2007 se stal nástupcem Donalda Williama Wuerla, v úřadě biskupa Pittsburghu.